# NEURL1
NEURL1 (англ. Neuralized E3 ubiquitin protein ligase 1) – білок, який кодується однойменним геном, розташованим у людей на короткому плечі 10-ї хромосоми. Довжина поліпептидного ланцюга білка становить 574 амінокислот, а молекулярна маса — 61 860.
| 10         |  | 20         |  | 30         |  | 40         |  | 50         |
| ---------- |  | ---------- |  | ---------- |  | ---------- |  | ---------- |
| MGNNFSSIPS |  | LPRGNPSRAP |  | RGHPQNLKDS |  | IGGPFPVTSH |  | RCHHKQKHCP |
| AVLPSGGLPA |  | TPLLFHPHTK |  | GSQILMDLSH |  | KAVKRQASFC |  | NAITFSNRPV |
| LIYEQVRLKI |  | TKKQCCWSGA |  | LRLGFTSKDP |  | SRIHPDSLPK |  | YACPDLVSQS |
| GFWAKALPEE |  | FANEGNIIAF |  | WVDKKGRVFH |  | RINDSAVMLF |  | FSGVRTADPL |
| WALVDVYGLT |  | RGVQLLDSEL |  | VLPDCLRPRS |  | FTALRRPSLR |  | READDARLSV |
| SLCDLNVPGA |  | DGDEAAPAAG |  | CPIPQNSLNS |  | QHSRALPAQL |  | DGDLRFHALR |
| AGAHVRILDE |  | QTVARVEHGR |  | DERALVFTSR |  | PVRVAETIFV |  | KVTRSGGARP |
| GALSFGVTTC |  | DPGTLRPADL |  | PFSPEALVDR |  | KEFWAVCRVP |  | GPLHSGDILG |
| LVVNADGELH |  | LSHNGAAAGM |  | QLCVDASQPL |  | WMLFGLHGTI |  | TQIRILGSTI |
| LAERGIPSLP |  | CSPASTPTSP |  | SALGSRLSDP |  | LLSTCSSGPL |  | GSSAGGTAPN |
| SPVSLPESPV |  | TPGLGQWSDE |  | CTICYEHAVD |  | TVIYTCGHMC |  | LCYACGLRLK |
| KALHACCPIC |  | RRPIKDIIKT |  | YRSS       |  |            |  |            |

A: Аланін

C: Цистеїн

D: Аспарагінова кислота

E: Глутамінова кислота

F: Фенілаланін

G: Гліцин

H: Гістидин

I: Ізолейцин

K: Лізин

L: Лейцин

M: Метіонін

N: Аспарагін

P: Пролін

Q: Глутамін

R: Аргінін

S: Серин

T: Треонін

V: Валін

W: Триптофан

Кодований геном білок за функцією належить до трансфераз. 
Задіяний у таких біологічних процесах, як регуляція трансляції, убіквітинування білків, альтернативний сплайсинг. 
Білок має сайт для зв'язування з іонами металів, іоном цинку. 
Локалізований у клітинній мембрані, цитоплазмі, мембрані, клітинних контактах, клітинних відростках, синапсах.